# إلمر ريغر
إلمر ريغر (بالإنجليزية: Elmer Rieger)‏ هو لاعب كرة قاعدة أمريكي، ولد في 25 فبراير 1889 في بيرريس في الولايات المتحدة، وتوفي في 21 أكتوبر 1959 في لوس أنجلوس في الولايات المتحدة.

## وصلات خارجية
- إلمر ريغر على موقعبيزبول رفرنس.كوم (الدوري الرئيسي) (الإنجليزية)
- إلمر ريغر على موقعبيزبول رفرنس.كوم (الدوري الثانوي) (الإنجليزية)